# Credulidad
"Credulidad" es una canción compuesta por el músico argentino Luis Alberto Spinetta e interpretada por la banda Pescado Rabioso, que integra el álbum doble Pescado 2 de 1973, segundo álbum de la banda, ubicado en la posición nº 19 de la lista de los 100 mejores discos del rock argentino por la revista Rolling Stone.
Ha sido incluido entre las mejores canciones de Spinetta. En 2009, Spinetta eligió dos temas del álbum, "Hola dulce viento" y "Credulidad", para incluirlos en el recital histórico Spinetta y las Bandas Eternas en el que repasó toda su obra.
Para grabar este tema, Pescado Rabioso utilizó : David Lebón guitarra acústica; Carlos Cutaia en órgano Hammond; Black Amaya en batería; Spinetta  canta y toca la guitarra acústica.

## La canción
"Credulidad" es el décimo segundo track (Disco 2, Lado A, track 12) del álbum doble Pescado 2. Se trata de una bella y compleja canción de amor y desamor, en particular al desengaño amoroso que Spinetta sufrió con Cristina Bustamante, la chica que inspirara "Muchacha (ojos de papel)".
Acompañado por el punteo de la guitarra acústica de Lebón, Spinetta habla de la búsqueda de la sonrisa en un momento de su vida en el que se siente amortajado por "las uvas viejas de un amor":

Las uvas viejas de un amor
en el placard
son esas cosas que te están amortajando.
(...)
Pero vas donde sonrisas te dan
esos encapuchados de un mundo viejo
No, ¿no ves que nada te dan?
(...)
Lo peculiar de nuestro gran calabozo
es esta especie de terror por el bosque,
la risa nena no podrá surgir
a menos que te subas al árbol...
(...)
Credulidad,
credulidad.
"Credulidad" (fragmento

La canción termina con un lamento descarnado en forma de llanto. En el cuadernillo del álbum correspondiente a "Credulidad", Spinetta escribe:

Este tema fue compuesto en el 72', allí, en Viamonte en una noche de delirio y luz. No sufrió mutación alguna en la composición. Lo grabamos directo y así quedó. Es un tema triste en MI bemol menor, la letra expresa la necesidad de extirpar los lazos con cualquier pasado penumbroso y ver el amor.
Cuadernillo del álbum

Más de una década después, Spinetta se explayó ante Eduardo Berti en las conversaciones que volcó en el libro Spinetta: crónica e iluminaciones, contando que el tema se refiere al dolor que sintió cuando rompió su relación con Cristina Bustamante: 

El tema -según explicó alguna vez Luis- "habla de la impecabilidad que debe existir para sobrepasar los mares afectivos". Ahora amplía el concepto: "Yo fui muy marcado por mi relación con las mujeres. Me afectó mucho la muchacha ojos de papel. Si en la vida hay algo que marca (el «marcapiel») es el amor. Creo que lo único peor a sufrir un desengaño amoroso es que te torturen. Cuando un amor se quiebra en el aire la herida es imperecedera, como un estigma. Por eso, para olvidar a una persona de la cual uno está o estuvo enamorado se requiere de cierta impecabilidad, porque si no uno se convierte en un tarado, un paralizado. Yo estuve a punto de convertirme en algo así, de no haberme encontrado con amigos que me ayudaron y de no haber tenido determinado valor, porque hay algo pasional en mí por lo cual yo moría cuando mis relaciones amorosas llegaban a su fin.
Luis Alberto Spinetta

En 1982, durante un recital, Spinetta explicó de este modo el sentido de la canción:

Habla de las peripecias del amor, en el sentido de aquellas huellas que puede dejar sobre todo en la gente que recién se abre a las experiencias afectivas, o amatorias mejor dicho. Muchas veces por amar mal quedan malos recuerdos. Y lo importante es que en la naturaleza hay un instinto positivo (que) es lo único que sirve como algún tipo de esperanza para aquellos que han sido heridos por el amor.
Luis Alberto Spinetta, 1982

En 2009, en ocasión del recital de las Bandas Eternas, Spinetta volvió reflexionar sobre la canción en el film Pescado Rabioso: una utopía incurable:

Al comprender amores que habían sucedido, recientes, uno mismo vio que dejó guardado algo que no servía, y que se avivó en otro momento y tuvo que alterar el curso de sus horas, para ajustarlo y llevarlo a que eso no lastime a nadie, ni a vos te lastime. Una toma de conciencia de las relaciones humanas. A veces las personas son tan ansiosas que no se saben disfrutar unas a otras... Sobre todo en relaciones donde la otra persona es como que se hizo de otro bando, espiritualmente pasó a otro bando, en su forma de pensar o de interpretar el mundo. Por eso "vas donde sonrisas te dan esos encapuchados de un mundo viejo". Gente que no evolucionó, o que yo no pensaba que evolucionaba y que el amor no prosperó porque había una incompatibilidad en lo intelectual, aunque era una piba que me gustaba mucho.
Luis Alberto Spinetta